# Aangewezen overlevende
Een aangewezen overlevende (of aangewezen opvolger, Engels: designated survivor) is een overgewaaide term uit de Verenigde Staten die verwijst naar een genoemde persoon in de lijn van opvolging binnen de regering. Deze persoon wordt gekozen om uit de buurt te blijven (op een veilige en niet openbaar gemaakte locatie) van publieke evenementen.

## Nederland
In de Nederlandse Grondwet is bepaald hoe de Nederlandse regering voortregeert mocht er iets gebeuren met ministers, de kamerleden of de koning. Het aanwijzen van een opvolger is bedoeld om de continuïteit van Nederlandse overheid te waarborgen in het geval dat de minister-president samen met de vice-minister-president(en) en meerdere andere ambtenaren in de lijn van opvolging sterven tijdens een mogelijke terreuraanslag of andere extremiteit. 

### Prinsjesdag
Naar een idee van Joost Sneller, destijds kamerlid van D66, werd in 2019 de eerste 'aangewezen overlevende' in Nederland gekozen voor Prinsjesdag. Wie de aangewezen persoon is en waar deze persoon in deze functie zich bevindt wordt officieel geheim gehouden. Deze persoon neemt het landsbestuur over als het gehele kabinet ten gevolge van een aanslag of ramp om het leven komen. Naar verluidt zou de eerste aangewezen overlevende in Nederland Stef Blok geweest zijn, die toen in Brussel verbleef voor werkbezoek. In 2024 was minister Caspar Veldkamp aangewezen als “designated survivor”. Hij was op dat moment in Moldavië voor een conferentie.
Onderstaande tabel geeft een overzicht van alle Nederlandse aangewezen overlevenden tijdens Prinsjesdag sinds 2019.
| Jaar | Naam              | Functie                                                      | Bronnen           |
| ---- | ----------------- | ------------------------------------------------------------ | ----------------- |
| 2019 | Stef Blok         | Minister van Buitenlandse Zaken                              | [ 5 ] [ 6 ] [ 7 ] |
| 2020 | Wouter Koolmees   | Minister van Sociale Zaken en Werkgelegenheid en Vicepremier | [ 5 ]             |
| 2021 | Stef Blok         | Minister van Economische Zaken en Klimaat                    | [ 8 ]             |
| 2022 | –                 | –                                                            |                   |
| 2023 | Hanke Bruins Slot | Minister van Binnenlandse Zaken en Koninkrijksrelaties       | [ 5 ]             |
| 2024 | Caspar Veldkamp   | Minister van Buitenlandse Zaken                              | [ 4 ] [ 9 ]       |

## Verenigde Staten
De procedure is in de Verenigde Staten ontstaan in de jaren 1950 tijdens de Koude Oorlog wegens het verhoogde risico op nucleaire aanvallen. Op een aangewezen overlevende wordt in het merendeel beroep gedaan als de president de State of the Union opleest. In de Verenigde Staten is bekend dat de aangewezen overlevende met een helikopter naar een geheime, militaire basis wordt gebracht. De bekendste aangewezen overlevende in de VS was Dick Cheney in 2001 kort na de aanslagen van 11 september toen George W. Bush het Congres toesprak. Tijdens de inauguratie van Donald Trump als Amerikaanse president in 2016 wees Trump Orrin Hatch aan als aangewezen overlevende. Indien er na de inauguratie iets was gebeurd op locatie zou Hatch de nieuwe president zijn geworden van de Verenigde Staten, zonder dat er opnieuw gestemd zou worden. Voordat Trump geïnaugureerd werd was Barack Obama nog verantwoordelijk voor de aangewezen overledene, hij wees zijn minister van Binnenlandse veiligheid aan.